# Saunier
Pour l’article ayant un titre homophone, voir Saulnier.
Pour les articles homonymes, voir Saunier.

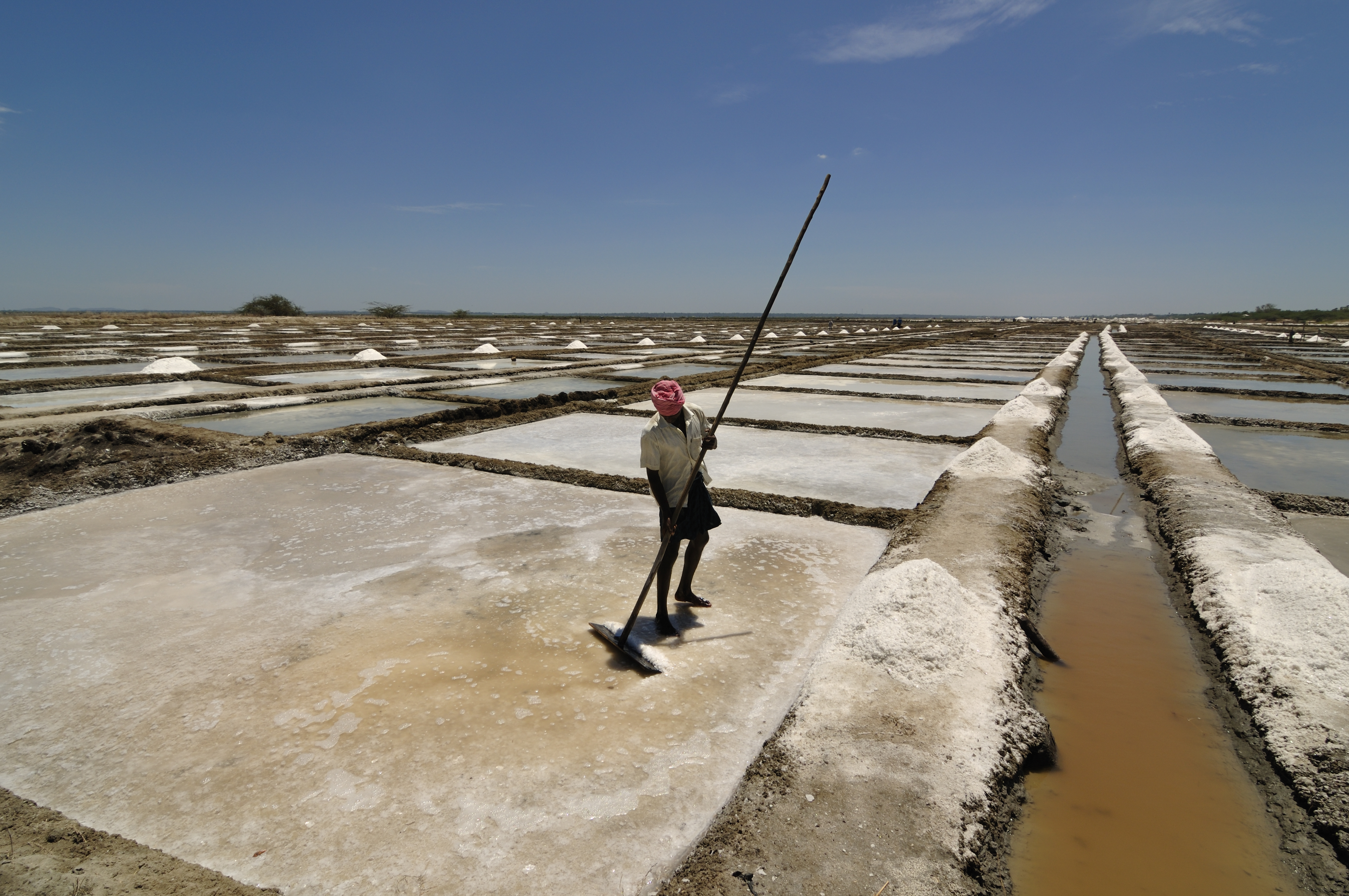
Saunier dans le Tamil Nadu.

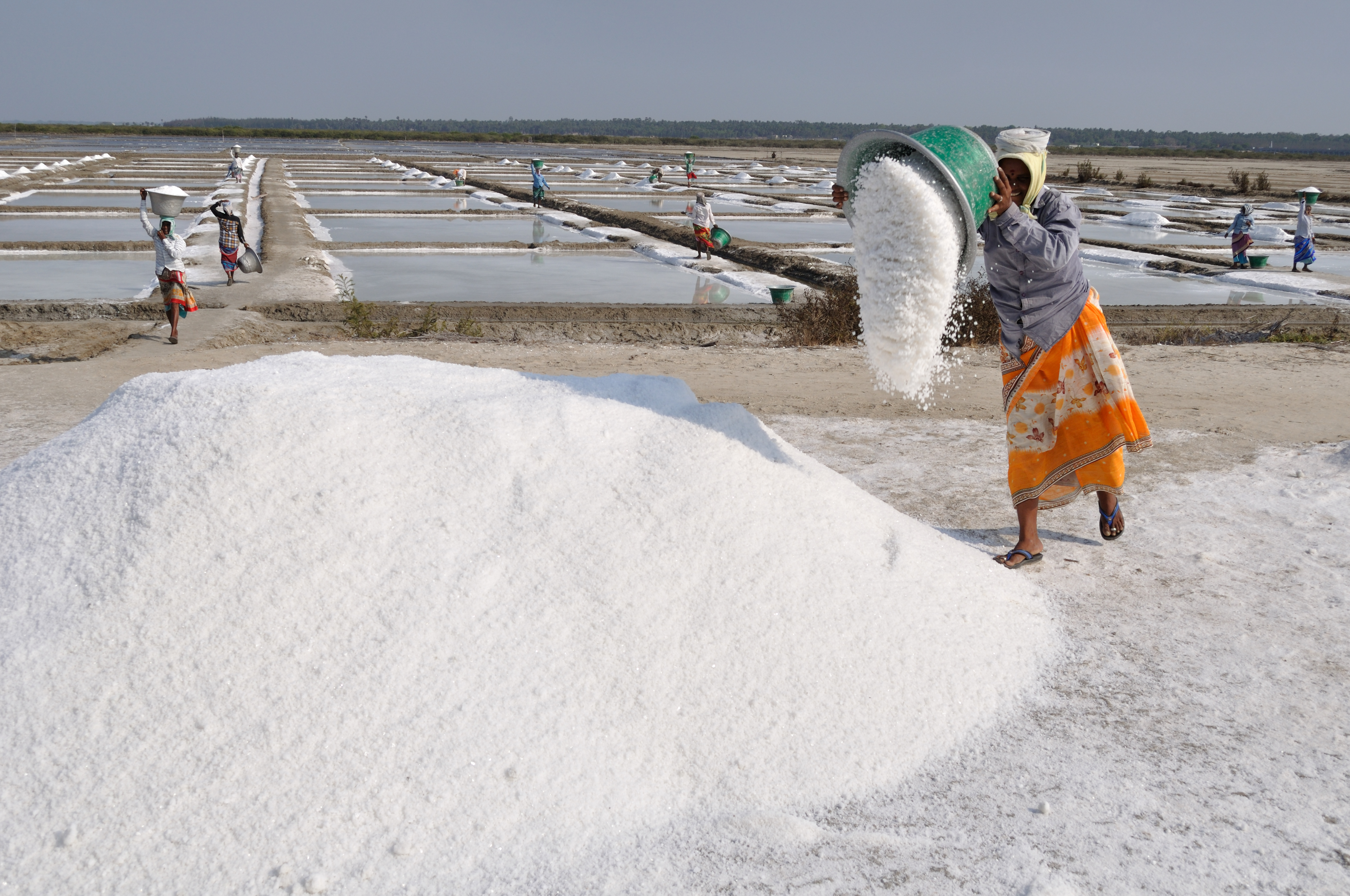
Saunières à மரக்காணம் dans le Tamil Nadu, Inde. Les femmes travaillent en ligne de récolte, et transportent le sel du cristalisoir jusqu'à des points de déversement communs. Mai 2019.

Un saunier (anciennement saulnier) ou paludier est un travailleur récoltant le sel dans des marais salants. Le mot de « saunier » désigne aussi historiquement les récoltants de sel travaillant dans des sauneries, où ils obtenaient le sel en chauffant l'eau sur des feux de bois. Le maître-saunier, employé permanent ou patron, se distingue des simples manœuvres, le plus souvent saisonniers. Celui qui exploite une saline est aussi appelé salinier.
Enfin, sous l'Ancien Régime, les sauniers étaient des vendeurs de sel, et en raison des impôts élevés sur ce produit, notamment la gabelle, ils devaient faire face à la concurrence des « faux-saulniers », vrais marchands faisant de la contrebande.

## Histoire

### Préhistoire
Les archéologues désignent aussi par « sauniers » les personnes ou groupes de personnes qui, à la préhistoire ou à la période protohistorique, travaillaient dans les sauneries littorales à produire des « pains de sels » en évaporant de l'eau de mer sur des feux de bois (sel dit ignigène, par opposition au sel venant des marais salants, produit plus au sud). Des vestiges de sauneries datant au moins de 800 ans av. J.-C. ont été retrouvés à La Panne en Belgique. Ce sel servait notamment à saler et conserver des poissons et des viandes (le « jambon ménapien » par exemple, produit en Gaule belgique et vendu jusqu'à Rome).
Les sauneries se sont déplacées au cours des âges, au gré des modifications du trait de côte, des avancées ou des reculs de la mer, et peut-être quand le déboisement avait été trop important et que le bois manquait. Une partie des vestiges de sauneries a pu être effacée par des transgressions marines relativement récentes (dites transgressions de Dunkerque I, Dunkerque II), qui ont remodelé le profil des couches superficielles, et souvent complètement effacé les traces archéologiques de présence humaine antérieure.
Les populations humaines, dont les sauniers et bouilleurs de sels, ont ainsi dans ces régions probablement accompagné les avancées et reculs de la mer, en se cantonnant parfois à des points hauts (ex : Dune de La Panne en Belgique) ou en reculant quand la mer avançait.
Ce sel a joué un rôle commercial important. Une hypothèse est que la richesse antique du Mont Kemmel venait du fait que les commerçants locaux se fournissaient en sel chez les sauniers de la région de l'actuelle Flandre maritime belge (La Panne), dans une région où les élevages étaient probablement déjà prospères.

### Histoire récente

#### La zone de Guérande
Selon un témoignage du XIXe siècle, les sauniers de Guérande étaient rarement propriétaires. Ils se transmettaient de génération en génération leur droit oral d'exploiter les marais salants. Ils étaient payés non pas en « salaire » mais à la part, qui était d'un quart du montant de la récolte, le reste étant destiné au propriétaire qui prenait en charge les différents impôts. Les sauniers bénéficiaient de deux privilèges : le franc-salé et la troque. Le franc-salé signifiait que la zone des marais-salants, allant de Guérande jusqu'au Croisic, était une zone franche, et donc qu'aucune taxe n'était perçue sur les transactions effectuées sur le sel à l'intérieur de la zone délimitée. La troque, était le droit de sortir 100 kg du sel de la zone sans payer aucune taxe, la seule contrepartie étant de ramener l'équivalent du poids échangé à Guérande. Initialement prévu au bénéfice du seul saunier de 1644 à 1806, ce privilège avait été aboli, pour être étendu au saunier et à chaque membre de sa famille de 1816 au début des années 1880.
Les faux sauniers étaient des contrebandiers du sel à l'époque de la gabelle.

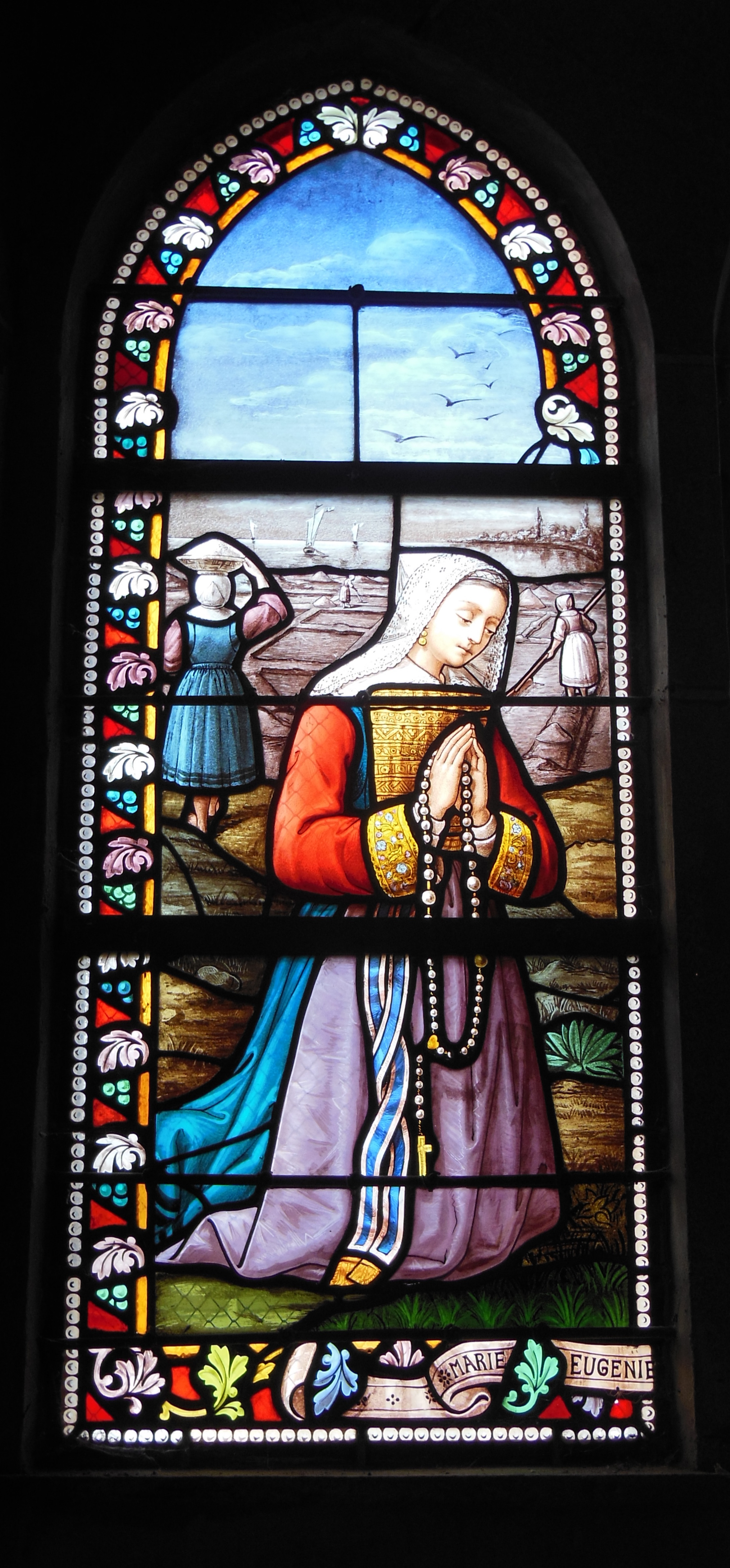
Vitrail de la chapelle Sainte-Catherine-d'Alexandrie du village de Clis, représentant des paludières au travail et en prière
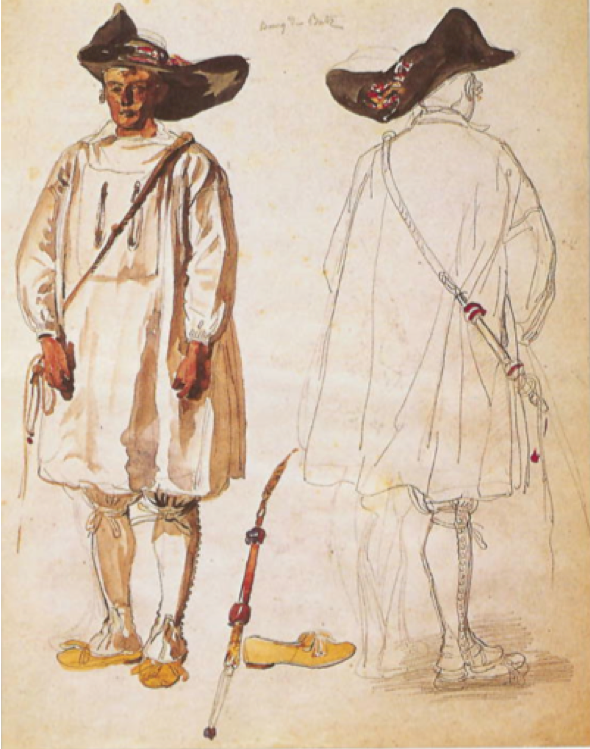
François Hippolyte Lalaisse : Paludier de Batz
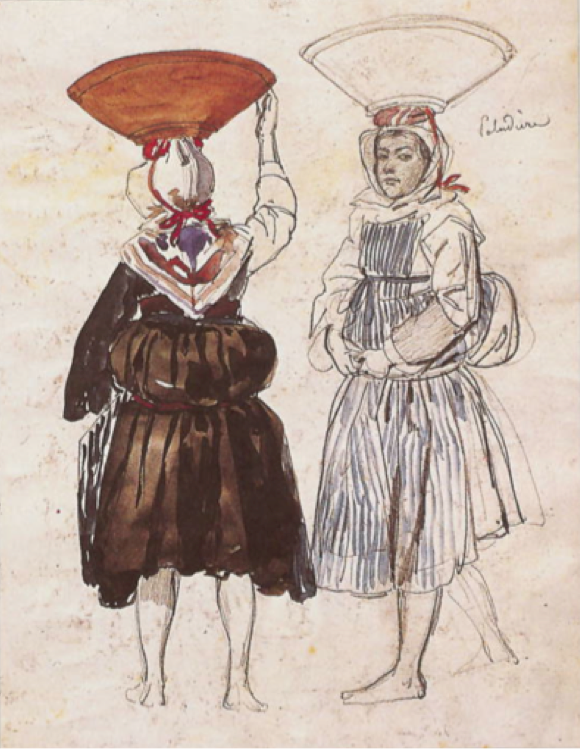
François Hippolyte Lalaisse : Paludière